# Xã Otsego Lake, Michigan
Xã Otsego Lake (tiếng Anh: Otsego Lake Township) là một xã thuộc quận Otsego, tiểu bang Michigan, Hoa Kỳ. Năm 2010, dân số của xã này là 2.847 người.